# Andrejs Butriks
Andrejs Butriks (ur. 20 grudnia 1982 w Rydze) – piłkarz łotewski grający na pozycji napastnika.

## Kariera klubowa
Karierę piłkarską Butriks rozpoczął w klubie FK Avots, a następnie trafił do FK Ventspils. W 2001 roku zadebiutował w jego barwach w pierwszej lidze łotewskiej. Od czasu debiutu stał się podstawowym zawodnikiem Ventspilsu. Swój pierwszy sukces w karierze osiągnął w 2003 roku, gdy zdobył Puchar Łotwy. W 2004 i 2005 roku ponownie zdobył krajowy puchar, a w 2006 roku wywalczył pierwsze w swojej karierze i pierwsze w historii Ventspilsu mistrzostwo Łotwy. W 2007 roku wywalczył dublet - mistrzostwo i Puchar Łotwy, a w 2008 roku swój trzeci tytuł mistrza kraju. Z kolei w 2009 wystąpił w fazie grupowej Ligi Europy. W 2010 roku został wypożyczony do rumuńskiego Ceahlăul Piatra Neamț. Następnie wrócił do Ventspilsu, a w 2011 roku odszedł do FK Jūrmala. Latem 2011 został zawodnikiem Anagennisi Epanomi.
| Sezon   | Klub                  | Kraj    | Rozgrywki    | Mecze | Bramki |
| ------- | --------------------- | ------- | ------------ | ----- | ------ |
| 2001    | FK Ventspils          | Łotwa   | Virslīga     | 21    | 2      |
| 2002    | FK Ventspils          | Łotwa   | Virslīga     | 24    | 14     |
| 2003    | FK Ventspils          | Łotwa   | Virslīga     | 26    | 8      |
| 2004    | FK Ventspils          | Łotwa   | Virslīga     | 15    | 3      |
| 2005    | FK Ventspils          | Łotwa   | Virslīga     | 25    | 8      |
| 2006    | FK Ventspils          | Łotwa   | Virslīga     | 23    | 6      |
| 2007    | FK Ventspils          | Łotwa   | Virslīga     | 16    | 6      |
| 2008    | FK Ventspils          | Łotwa   | Virslīga     | 26    | 11     |
| 2009    | FK Ventspils          | Łotwa   | Virslīga     | 20    | 6      |
| 2009/10 | Ceahlăul Piatra Neamț | Rumunia | Liga I       | 0     | 0      |
| 2010    | FK Ventspils          | Łotwa   | Virslīga     | 4     | 1      |
| 2011    | FK Jūrmala            | Łotwa   | Virslīga     | 9     | 2      |
| 2011/12 | Anagennisi Epanomi    | Grecja  | Beta Ethniki |       |        |

## Kariera reprezentacyjna
W reprezentacji Łotwy Butriks zadebiutował 17 października 2007 roku w przegranym 1:3 spotkaniu eliminacji do Euro 2008 z Danią. Wraz z Łotwą wystąpił także w eliminacjach do Mistrzostw Świata 2010.